# 鲜卑花属
鲜卑花属（学名：Sibiraea）是蔷薇科下的一个属，为落叶灌木植物。该属共有4种，分布于东南欧、西伯利亚、吉尔吉斯斯坦、哈萨克斯坦和中国西部。

## 描述

### 外貌和叶子
鲜卑花属的植物是落叶灌木，不同种类可以到达1（毛叶鲜卑花）到2.5米（窄叶鲜卑花）高度。树皮坚韧。茎是圆形的，不同种类有的年幼的茎有毛，成熟过程中不断变得光滑，有得从一开始就是光滑得。叶的芽孢是蛋状，上面覆盖有交替的鳞片状的表皮，有的种类表皮上有纤细的毛，有的则有浓密的毛。
茎上的叶轮生，几乎与茎垂直。叶脉简单，有一道明显的主脉，其两侧各有3到5根侧脉。叶的边缘光滑。没有托葉。

### 花序和花

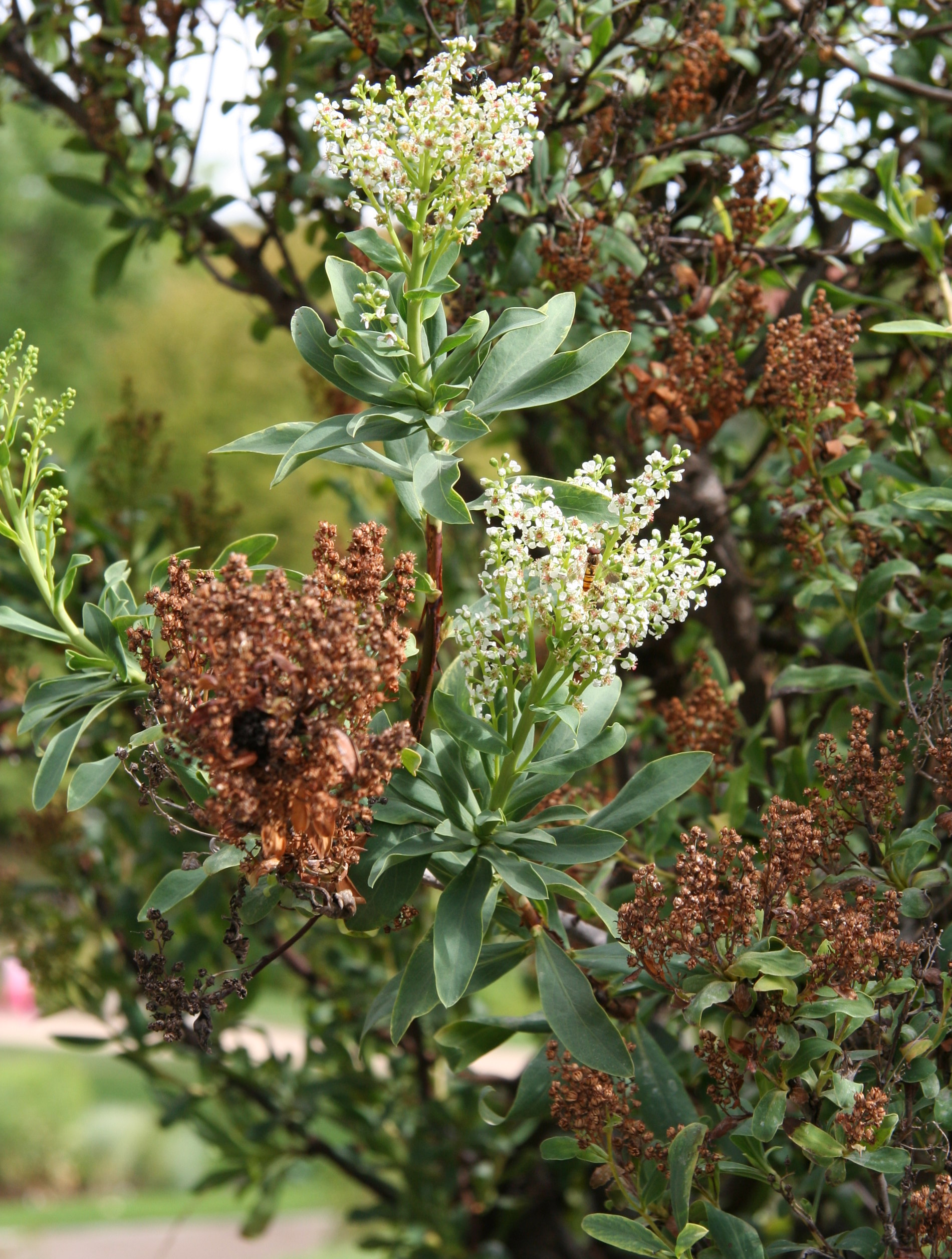
鲜卑花的花序和果实

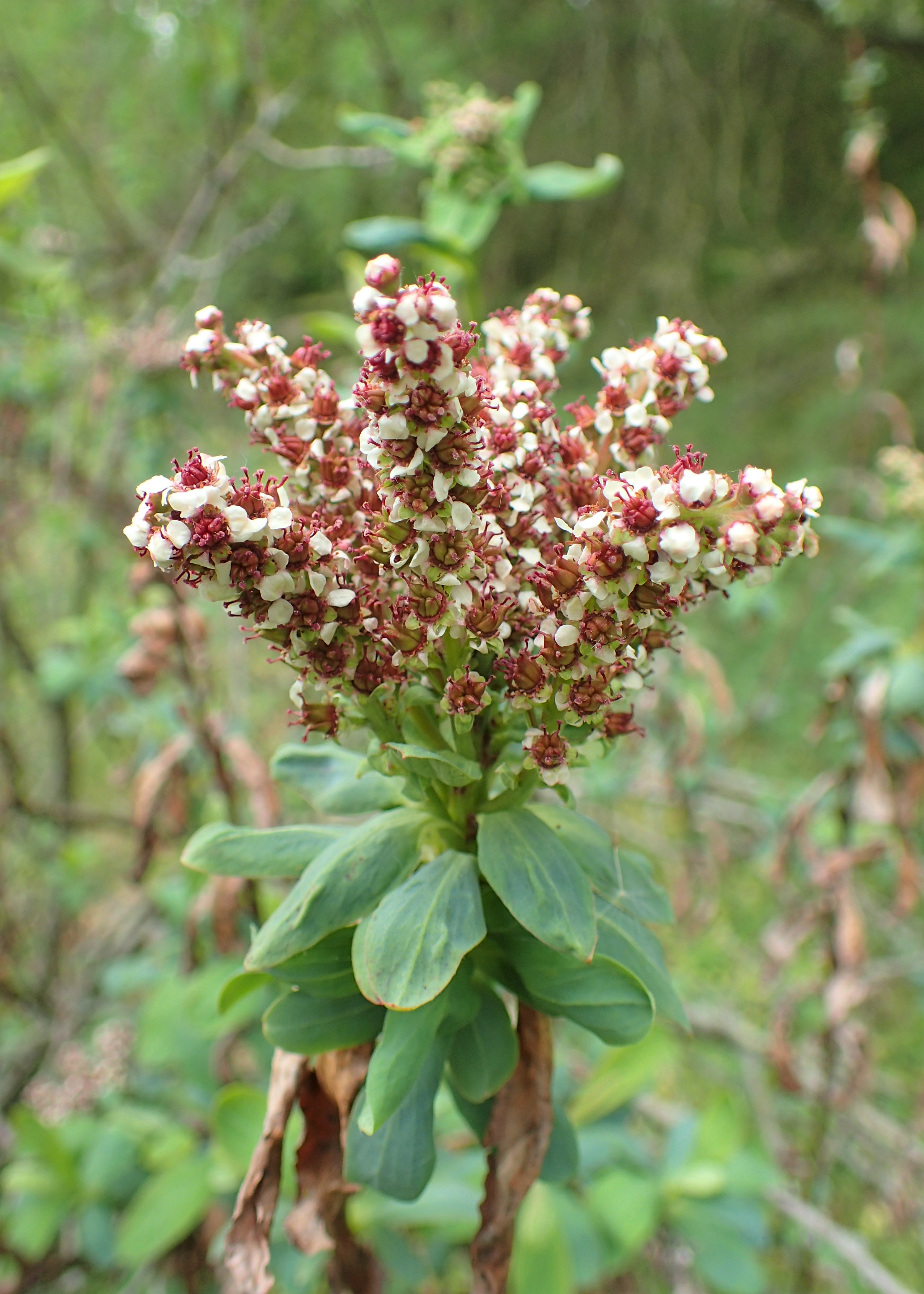
鲜卑花的花序

在中国各个种类的开花期在6月或7月。鲜卑花属的物种的花大多是雌雄异体；每朵花只有一个性，很少有两性的花存在。在一根主花束上有多束直立的、穗状的花序，每个花序上有众多分花序。苞片细长，边缘完整。花柄短。
花比较小，呈轴对称，花被的数量是5的倍数。花托扁，钟形。5枚花萼直立，边缘光滑，上方有一尖端，果实成熟后依然可见。5枚白色，独立的花瓣比花萼长。雄花含有20到25枚雄蕊，有些比花瓣长，有些比花瓣短。雌花含有五根只有在根部长在一起的雌花器和退化的雄蕊。

### 果实和种子
鲜卑花属的果实是直立长椭球状的蓇葖果，它们从中间和上端裂开，一般含有两枚种子。种子非常大。

## 分类和分布
1879年卡尔·约翰·马克西莫维奇在《Trudy Imperatorskago S.-Peterburgskago Botaničeskago Sada》第6卷213-215页中首次描述和设立了鲜卑花属。标本种是鲜卑花。鲜卑花属的名字来自于它的标本的原产地西伯利亚。
鲜卑花属属于蔷薇科绣线菊亚科绣线菊族。鲜卑花属的物种非常类似，有时也全部被分入鲜卑花。
鲜卑花属的物种分布于中国西部、西伯利亚、吉尔吉斯斯坦、哈萨克斯坦和东南欧。中国有4种中的3种，其中2种只在中国有。
鲜卑花属只有4个种：
- 窄叶鲜卑花（Sibiraea angustata）生长在中国藏北高原甘肃、青海、四川、西藏和云南3000到4000米高处山谷中开放林地、山坡和路边[8]。
- 鲜卑花（Sibiraea laevigata）它生长疏散林地、山坡、草地和流水岸边。它的隔離分佈非常广，亚洲和欧洲种群之间的距离达5000多千米。东南欧只有伯斯维亚和克罗地亚有。亚洲的分布地区包括哈萨克斯坦、西伯利亚和中国。在中国它生长在甘肃南部、青海东部和西藏的东部。
- 天山鲜卑花（Sibiraea tianschanica）生长在哈萨克斯坦和吉尔吉斯斯坦。它的分布地区小。近年来不再对它进行采集。由于农业、旅游业和居民基础建设的发展它的普及地域越来越小。2007年它被列入國際自然保護聯盟极危物种[9]。
- 毛叶鲜卑花（Sibiraea tomentosa）生长在云南东北部3500到4000米高处的多石的山坡、河岸和潮湿地区。

## 文献
- Gu Cuizhi & Crinan Alexander: 《Sibiraea》。收纳在：Wu Zheng-yi和Peter H. Raven编辑的《Flora of China》，第9卷《Pittosporaceae through Connaraceae》，Science Press和Missouri Botanical Garden Press, 北京和圣路易斯，2003年5月1日, 73页, ISBN 1-930723-14-8